# はなびら (池田綾子の曲)
「はなびら」は、池田綾子の3枚目のシングル。2003年5月28日にUNIVERSAL Jから発売された。

## 解説
表題曲は、TBS系で放送された世界紀行ドキュメンタリー番組『世界ウルルン滞在記』のエンディングテーマ。

## 収録曲
| 全作詞: 池田綾子、全編曲: TATOO。 |                                      |          |          |      |
| #                                 | タイトル                             | 作詞     | 作曲     | 時間 |
| 1.                                | 「はなびら」                         | 池田綾子 | TATOO    | 5:17 |
| 2.                                | 「そっとキスをしよう」               | 池田綾子 | 池田綾子 | 4:43 |
| 3.                                | 「はなびら」(instrumental)           | 池田綾子 |          | 5:18 |
| 4.                                | 「そっとキスをしよう」(instrumental) | 池田綾子 |          | 4:34 |